# Lennart Koskinen
Karl Lennart Koskinen, född 12 november 1944 i Helsingfors i Finland, är biskop emeritus i Svenska kyrkan. Han var biskop i Visby stift från 2003 till 2011. Han var då ex officio också biskop för Svenska kyrkan i utlandet. Koskinen blev 1980 teologie doktor vid Uppsala universitet och var förste stiftsadjunkt i Stockholms stift och direktor vid Kyrkans Arbetslivsinstitut 1980–1991. Han blev domkyrkokomminister i Uppsala domkyrkoförsamling 1991 och var domprost i Stockholms domkyrkoförsamling 2001–2003. Koskinen är gift och har tre döttrar. 
Han väckte uppseende då han på 1980-talet höll en serie radioandakter på torsdagsmorgnarna, vilka han inledde med ”Godmorron Gud”. Dessa andakter fick ofta så många som 1,5 miljoner lyssnare.[källa behövs]
Koskinen uppmärksammades i media 2010 för sin protest mot Sverigedemokraternas torgmöte under Almedalens politikervecka som - enligt Koskinen - blockerade verksamheten i Svenska kyrkans tält alldeles intill. Polisen förklarade för Koskinen att arrangörerna hade anvisat Sverigedemokraterna denna plats, vilket Koskinen hävdade att han inte visste när han avbröt en pågående debatt mellan Sverigedemokraterna och Kristdemokraterna. Polisen avlägsnade därför Koskinen, som därefter fick möjlighet att försvara sitt agerande i SVT:s Debatt. 
Koskinen är en känd förespråkare för allas lika rättigheter och mot rasism, våld och homofobi. Dessa åsikter framkommer ofta i hans predikningar. Koskinen är en av de präster som var först med att viga samkönade par i kyrkan. Han tog vidare initiativ till en manifestation mot våld efter ett knivmord i Visby nyårsnatten 2008–2009.
Inför riksdagsvalet 2010 uttalade Lennart Koskinen oväntat sitt stöd för Kristdemokraterna.
Det är inte vanligt att Svenska kyrkans biskopar tar ställning för politiska partier offentligt. Hösten 2011 blev han medlem i Kristdemokraterna och på partiets extra riksting i januari 2012 valdes han in i Kristdemokraternas partistyrelse.